# Gerhard Ludwig Binz
Gerhard Ludwig Binz (* 29. März 1895 in Oelsnitz; † 4. Oktober 1963 in Stuttgart) war ein deutscher Jurist, Schriftsteller und Funktionsträger in der Zeit des Nationalsozialismus.

## Leben
Gerhard Ludwig Binz war von 1914 bis 1919 Kriegsfreiwilliger im Ersten Weltkrieg und nach Kriegsende Freikorpsangehöriger. Nach dem Krieg studierte er ab 1920 in Würzburg und München Rechtswissenschaften, wo er Mitglied des Corps Palatia München wurde. Er trat zum 1. Mai 1930 in die NSDAP ein (Mitgliedsnummer 238.125). Binz war Schriftleiter des Völkischen Beobachters und zudem einer der wichtigen Autoren in der Anfangsphase der Nationalsozialistischen Monatshefte. 1930 erschien hier seine Publikation Das Judentum in der nationalsozialistischen Rechtsordnung, mit dem er das grundlegende Konzept für die nationalsozialistische Judenpolitik vorgab.
Vom 16. März bis zum 15. Mai 1933 war er im bayerischen Staatsministerium unter Reichsstatthalter Franz Ritter von Epp tätig. Ab August 1933 leitete Binz als SA-Oberführer und Ministerialreferent im Wehrpolitischen Amt der NSDAP das Hauptreferat II Innere Wehrpolitik. Ferner gehörte Binz zu den Gründungsmitgliedern der Akademie für Deutsches Recht. Ab 1937 war er als Lektor für wehrgeistiges Schrifttum in der Reichsstelle zur Förderung des deutschen Schrifttums tätig.
Nach Ende des Zweiten Weltkrieges wurden in der Sowjetischen Besatzungszone seine Schriften Pfälzer im Krieg. 1914–1918 (Corps Palatia, München 1928), Die Erforschung der Wehrgrundlagen (Dupont, München 1935) und Prägung des Wehrprinzips auf die Liste der auszusondernden Literatur gesetzt.
Nach dem Krieg blieb Binz dem Thema Wehrpolitik treu. So war er langjähriger Mitarbeiter der Zeitschrift Wehrkunde, des Organs der Gesellschaft für Wehrkunde. In seiner 1961 erschienenen Begründung einer systematischen „Wehrforschung“, die auf Vorstellungen der „Wehrwissenschaften“ aus den 1930er Jahren beruhten, versuchte Binz einzelne universelle „Wehrfaktoren“ auszumachen.